# Кунгасалах
Кунгасала́х — крупное пресноводное озеро в Красноярском крае, на востоке полуострова Таймыр. Абсолютная высота над уровнем моря составляет 76 метров.

## История
Озеро было исследовано и описано ботаником Александром Толмачёвым в 1928 году.

## Географические характеристики
По форме озеро представляет собой неправильно сплюснутый с одной стороны эллипс, вытянутый с северо-запада на юго-восток. Береговая линия слабо изрезанная, её длина составляет 72 километра. Площадь водоёма достигает 270 км². Длина озера — 27 км, ширина — 15 км. Питание преимущественно снеговое, частично также дождевое. Уровень воды начинает возрастать в конце весны и увеличивается до середины лета. Межень приходится на начало весны. Ледовый покров образуется во второй половине октября, сходит в июле. При этом, в холодные годы водоём может полностью не вскрываться. Вода чистая, обладает высокой прозрачностью, минерализация низкая. Берега озера покрыты преимущественно лишайниками и мелким кустарником, также присутствуют полярные ивняки и лиственничное редколесье. В районе расположения озера присутствует вечная мерзлота, встречаются криогенные формы микрорельефа. Площадь водосбора озера составляет 988 км². Озеро, видимо, имеет тектоническое или ледниково-тектоническое происхождение и образовано в результате боковых опусканий, что подтверждается крупными размерами водоёма и относительной прямолинейностью очертаний береговой линии. Есть предположение, что в формировании озера приняли участие неотектонические движения.
На 2024 год не имеется сведений по глубине и объему воды озера. Но так как расположенное к югу крупное озеро Портнягино замерзает на несколько недель раньше Кунгасалаха, то это указывает на его бо́льшую глубину. Также, в окрестностях Кунгасалаха расположены порядка полусотни озер ме́ньшего размера со схожей особенностью. Данное явление имеет место только в случае, когда лето было достаточно теплым для освобождения озёр от прошлогоднего льда и для их заметного прогрева на большую глубину.

### Притоки и сток
В северной части в Кунгасалах впадает река Хутудатари, вытекающая из озера Хутудатурку. В юго-восточной части озеро соединено протокой Озёрной с озером Арылах, которая осуществляет его сток в Хатангский залив моря Лаптевых через реку Новая. Отличительной особенностью Озёрной является поздние сроки ледостава, который из-за притока теплой воды из Кунгасалаха происходит на несколько недель позже по сравнению с окружающими реками. При ширине основного русла 20-60 м длина Озерной около 5,5 км, впадая в Арылах, она образует дельту. В верхнем течении протока сформировала речную долину шириной около полукилометра, в пределах которой изменялось её русло в прошлом, о чем свидетельствуют хорошо различимые остатки её старых речных каналов.

## Животный мир
В озере богатые рыбные ресурсы. Здесь встречаются такие виды рыб, как (голец, муксун, сиг, щука). На берегах гнездятся гагары, гуси, утки и другие виды птиц.

## Данные водного реестра
По данным государственного водного реестра России озеро относится к Енисейскому бассейновому округу, водохозяйственный участок — Хатанга от слияния Хеты и Котуя до устья (4). Речной бассейн — Хатанга.
Код объекта в государственном водном реестре — 17040400211117600000144.